# Rachael Taylor
Rachael Taylor (Launceston, 11 juli 1984) is een Australisch televisie- en filmactrice. Ze maakte in 2004 haar acteerdebuut als Maryann Marinkovich in de televisiefilm The Mystery of Natalie Wood. Haar debuut op het witte doek volgde in 2005, als Teri Elizabeth Richards in Man-Thing. Taylor werd geboren in Launceston, maar verhuisde op haar zestiende naar Sydney. Ze was in onder meer Headland en Transformers te horen (en zien) terwijl ze haar eigen accent sprak. In onder meer Shutter spreekt ze daarentegen Amerikaans-Engels.

## Filmografie
- Finding Steve McQueen (2018) - Molly Murphy
- ARQ (2016) - Hannah
- The Loft (2014) - Ann
- Any Questions for Ben? (2012) - Alex
- The Darkest Hour (2011) - Anne
- Red Dog (2011) - Nancy
- Summer Coda (2010) - Heidi
- Ghost Machine (2009) - Jess
- Splinterheads (2009) - Galaxy
- Cedar Boys (2009) - Amie
- Washingtonienne (2009, televisiefilm) - Jackie
- Deception (2008) - List Member #5
- Shutter (2008) - Jane Shaw
- Bottle Shock (2008) - Sam Fulton
- Transformers (2007) - Maggie Madsen
- See No Evil (2006) - Zoe
- Man-Thing (2005) - Teri Elizabeth Richards
- Hercules (2005, televisiefilm) - Sphinx
- Dynasty: The Making of a Guilty Pleasure (2005, televisiefilm) - Catherine Oxenberg
- The Mystery of Natalie Wood (2004, televisiefilm) - Maryann Marinkovich

## Televisieseries
*Exclusief eenmalige gastrollen
- Jessica Jones - Trish Walker (2015-2019, 38 afleveringen)
- The Defenders - Trish Walker (2017, vijf afleveringen)
- Crisis - Susie Dunn (2014, dertien afleveringen)
- 666 Park Avenue - Jane (2012-2013, dertien afleveringen)
- Charlie's Angels - Abby Sampson (2011, acht afleveringen)
- Headland - Sasha Forbes (2005-2006, 58 afleveringen)
- Grey's Anatomy - Lucy Fields (2001, acht afleveringen)

- Biblioteca Nacional de España: XX4742979
- Bibliothèque nationale de France: cb17845838f (data)
- International Standard Name Identifier: 0000 0000 4728 9607
- Library of Congress Control Number: no2008177433
- MusicBrainz: 412121fc-d3c0-425c-b202-d55ace2a0374
- Nationale bibliotheek van Australië: 68144561
- Nationale Bibliotheek van Israël: 987007416882005171
- Nederlandse Thesaurus van Auteursnamen: 424096803
- Système universitaire de documentation: 242214940
- Virtual International Authority File: 66299135
- WorldCat: E39PBJtXbryDfGHVdY9PpHC4v3